# Quiage
Quiage é uma comuna angolana. Pertence ao município do Bula Atumba, na província do Bengo.